# Gran Premio di superbike di Phillip Island 2010
Il Gran Premio di Superbike di Phillip Island 2010 è stata la prima prova su tredici del campionato mondiale Superbike 2010, è stato disputato il 28 febbraio sul circuito di Phillip Island e in gara 1 ha visto la vittoria di Leon Haslam davanti a Michel Fabrizio e Noriyuki Haga, la gara 2 è stata vinta da Carlos Checa che ha preceduto Leon Haslam e Michel Fabrizio.
La vittoria nella gara valevole per il campionato mondiale Supersport 2010 è stata ottenuta da Eugene Laverty.

## Risultati

### Gara 1

#### Arrivati al traguardo[4]
| Pos. | Nº | Pilota            | Squadra                   | Motocicletta      | Giri | Tempo     | Griglia | Punti |
| ---- | -- | ----------------- | ------------------------- | ----------------- | ---- | --------- | ------- | ----- |
| 1º   | 91 | Leon Haslam       | Suzuki Alstare            | Suzuki GSX-R1000  | 22   | 34:13.435 | 1º      | 25    |
| 2º   | 84 | Michel Fabrizio   | Ducati Xerox              | Ducati 1098R      | 22   | +0:00.004 | 2º      | 20    |
| 3º   | 41 | Noriyuki Haga     | Ducati Xerox              | Ducati 1098R      | 22   | +0:00.769 | 10º     | 16    |
| 4º   | 65 | Jonathan Rea      | HANNspree Ten Kate Honda  | Honda CBR1000RR   | 22   | +0:10.201 | 7º      | 13    |
| 5º   | 3  | Max Biaggi        | Aprilia Alitalia Racing   | Aprilia RSV4 1000 | 22   | +0:10.782 | 11º     | 11    |
| 6º   | 50 | Sylvain Guintoli  | Suzuki Alstare            | Suzuki GSX-R1000  | 22   | +0:11.079 | 5º      | 10    |
| 7º   | 7  | Carlos Checa      | Althea Racing             | Ducati 1098R      | 22   | +0:11.208 | 4º      | 9     |
| 8º   | 96 | Jakub Smrž        | PATA B&G Racing           | Ducati 1098R      | 22   | +0:16.522 | 6º      | 8     |
| 9º   | 11 | Troy Corser       | BMW Motorrad Motorsport   | BMW S1000 RR      | 22   | +0:20.291 | 13º     | 7     |
| 10º  | 57 | Lorenzo Lanzi     | DFX Corse                 | Ducati 1098R      | 22   | +0:26.352 | 9º      | 6     |
| 11º  | 2  | Leon Camier       | Aprilia Alitalia Racing   | Aprilia RSV4 1000 | 22   | +0:29.775 | 16º     | 5     |
| 12º  | 76 | Max Neukirchner   | HANNspree Ten Kate Honda  | Honda CBR1000RR   | 22   | +0:30.155 | 17º     | 4     |
| 13º  | 66 | Tom Sykes         | Kawasaki Racing           | Kawasaki ZX 10R   | 22   | +0:31.951 | 12º     | 3     |
| 14º  | 67 | Shane Byrne       | Althea Racing             | Ducati 1098R      | 22   | +0:31.957 | 18º     | 2     |
| 15º  | 88 | Andrew Pitt       | Reitwagen BMW             | BMW S1000 RR      | 22   | +0:55.082 | 19º     | 1     |
| 16º  | 31 | Vittorio Iannuzzo | S.C.I. Honda Garvie Image | Honda CBR1000RR   | 22   | +1:10.932 | 22º     |       |
| 17º  | 15 | Matteo Baiocco    | Team Pedercini            | Kawasaki ZX 10R   | 22   | +1:11.237 | 23º     |       |
| 18º  | 95 | Roger Lee Hayden  | Team Pedercini            | Kawasaki ZX 10R   | 22   | +1:17.357 | 24º     |       |
| 19º  | 25 | Joshua Brookes    | ECHO CRS Honda            | Honda CBR1000RR   | 16   | +6 giri   | 21º     |       |

#### Ritirati
| Nº | Pilota          | Squadra            | Motocicletta    | Giri | Griglia |
| -- | --------------- | ------------------ | --------------- | ---- | ------- |
| 35 | Cal Crutchlow   | Yamaha Sterilgarda | Yamaha YZF R1   | 5    | 3º      |
| 77 | Chris Vermeulen | Kawasaki Racing    | Kawasaki ZX 10R | 3    | 14º     |
| 52 | James Toseland  | Yamaha Sterilgarda | Yamaha YZF R1   | 2    | 8º      |

### Gara 2

#### Arrivati al traguardo[5]
| Pos. | Nº | Pilota            | Squadra                   | Motocicletta         | Giri | Tempo     | Griglia | Punti |
| ---- | -- | ----------------- | ------------------------- | -------------------- | ---- | --------- | ------- | ----- |
| 1º   | 7  | Carlos Checa      | Althea Racing             | Ducati 1098R         | 22   | 34:16.428 | 4º      | 25    |
| 2º   | 91 | Leon Haslam       | Suzuki Alstare            | Suzuki GSX-R1000     | 22   | +0:00.307 | 1º      | 20    |
| 3º   | 84 | Michel Fabrizio   | Ducati Xerox              | Ducati 1098R         | 22   | +0:00.434 | 2º      | 16    |
| 4º   | 50 | Sylvain Guintoli  | Suzuki Alstare            | Suzuki GSX-R1000     | 22   | +0:00.837 | 5º      | 13    |
| 5º   | 41 | Noriyuki Haga     | Ducati Xerox              | Ducati 1098R         | 22   | +0:03.453 | 10º     | 11    |
| 6º   | 65 | Jonathan Rea      | HANNspree Ten Kate Honda  | Honda CBR1000RR      | 22   | +0:11.530 | 7º      | 10    |
| 7º   | 11 | Troy Corser       | BMW Motorrad Motorsport   | BMW S1000 RR         | 22   | +0:12.026 | 13º     | 9     |
| 8º   | 3  | Max Biaggi        | Aprilia Alitalia Racing   | Aprilia RSV4 1000 F. | 22   | +0:13.068 | 11º     | 8     |
| 9º   | 35 | Cal Crutchlow     | Yamaha Sterilgarda        | Yamaha YZF R1        | 22   | +0:14.401 | 3º      | 7     |
| 10º  | 52 | James Toseland    | Yamaha Sterilgarda        | Yamaha YZF R1        | 22   | +0:14.707 | 8º      | 6     |
| 11º  | 2  | Leon Camier       | Aprilia Alitalia Racing   | Aprilia RSV4 1000 F. | 22   | +0:14.743 | 16º     | 5     |
| 12º  | 67 | Shane Byrne       | Althea Racing             | Ducati 1098R         | 22   | +0:14.851 | 18º     | 4     |
| 13º  | 57 | Lorenzo Lanzi     | DFX Corse                 | Ducati 1098R         | 22   | +0:15.143 | 9º      | 3     |
| 14º  | 25 | Joshua Brookes    | ECHO CRS Honda            | Honda CBR1000RR      | 22   | +0:30.947 | 21º     | 2     |
| 15º  | 88 | Andrew Pitt       | Reitwagen BMW             | BMW S1000 RR         | 22   | +0:41.855 | 19º     | 1     |
| 16º  | 76 | Max Neukirchner   | HANNspree Ten Kate Honda  | Honda CBR1000RR      | 22   | +0:48.844 | 17º     |       |
| 17º  | 31 | Vittorio Iannuzzo | S.C.I. Honda Garvie Image | Honda CBR1000RR      | 22   | +1:06.866 | 22º     |       |
| 18º  | 95 | Roger Lee Hayden  | Team Pedercini            | Kawasaki ZX 10R      | 22   | +1:07.751 | 24º     |       |

#### Ritirati
| Nº | Pilota          | Squadra         | Motocicletta    | Giri | Griglia |
| -- | --------------- | --------------- | --------------- | ---- | ------- |
| 15 | Matteo Baiocco  | Team Pedercini  | Kawasaki ZX 10R | 17   | 23º     |
| 66 | Tom Sykes       | Kawasaki Racing | Kawasaki ZX 10R | 13   | 12º     |
| 77 | Chris Vermeulen | Kawasaki Racing | Kawasaki ZX 10R | 7    | 14º     |
| 96 | Jakub Smrž      | PATA B&G Racing | Ducati 1098R    | 6    | 6º      |

### Supersport

#### Arrivati al traguardo[3]
| Pos. | Nº  | Pilota                | Squadra                  | Motocicletta        | Giri | Tempo     | Griglia | Punti |
| ---- | --- | --------------------- | ------------------------ | ------------------- | ---- | --------- | ------- | ----- |
| 1º   | 50  | Eugene Laverty        | Parkalgar Honda          | Honda CBR600RR      | 21   | 33:37.836 | 4º      | 25    |
| 2º   | 26  | Joan Lascorz          | Kawasaki Motocard.com    | Kawasaki ZX-6R      | 21   | + 4.359   | 1º      | 20    |
| 3º   | 54  | Kenan Sofuoğlu        | HANNspree Ten Kate Honda | Honda CBR600RR      | 21   | + 4.500   | 2º      | 16    |
| 4º   | 25  | David Salom           | ParkinGO BE1 Triumph     | Triumph Daytona 675 | 21   | + 11.779  | 6º      | 13    |
| 5º   | 99  | Fabien Foret          | Lorenzini by Leoni       | Kawasaki ZX-6R      | 21   | + 17.266  | 10º     | 11    |
| 6º   | 55  | Massimo Roccoli       | Intermoto Czech          | Honda CBR600RR      | 21   | + 25.034  | 9º      | 10    |
| 7º   | 127 | Robbin Harms          | Harms Benjan Racing      | Honda CBR600RR      | 21   | + 27.834  | 8º      | 9     |
| 8º   | 40  | Jason Di Salvo        | ParkinGO BE1 Triumph     | Triumph Daytona 675 | 21   | + 30.102  | 12º     | 8     |
| 9º   | 117 | Miguel Praia          | Parkalgar Honda          | Honda CBR600RR      | 21   | + 31.931  | 11º     | 7     |
| 10º  | 4   | Gino Rea              | Intermoto Czech          | Honda CBR600RR      | 21   | + 31.991  | 14º     | 6     |
| 11º  | 37  | Katsuaki Fujiwara     | Kawasaki Motocard.com    | Kawasaki ZX-6R      | 21   | + 40.552  | 5º      | 5     |
| 12º  | 7   | Chaz Davies           | ParkinGO Triumph BE1     | Triumph Daytona 675 | 21   | + 40.556  | 7º      | 4     |
| 13º  | 16  | Sébastien Charpentier | ParkinGO Triumph BE1     | Triumph Daytona 675 | 21   | +1:28.553 | 13º     | 3     |
| 14º  | 33  | Paola Cazzola         | Kuja Racing              | Honda CBR600RR      | 20   | +1 giro   | 17º     | 2     |
| 15º  | 9   | Danilo Dell'Omo       | Kuja Racing              | Honda CBR600RR      | 19   | +2 giri   | 16º     | 1     |

#### Ritirati
| Nº | Pilota          | Squadra                  | Motocicletta   | Giri | Griglia |
| -- | --------------- | ------------------------ | -------------- | ---- | ------- |
| 51 | Michele Pirro   | HANNspree Ten Kate Honda | Honda CBR600RR | 13   | 3º      |
| 5  | Alexander Lundh | Cresto Guide Racing      | Honda CBR600RR | 7    | 15º     |